# Вёрт-ан-дер-Лафниц
Вёрт-ан-дер-Лафниц (нем. Wörth an der Lafnitz) — коммуна (нем. Gemeinde) в Австрии, в федеральной земле Штирия. 
Входит в состав округа Хартберг.  Население составляет 407 человек (на 31 декабря 2005 года). Занимает площадь 10,93 км². 

## Политическая ситуация
Бургомистр коммуны — Карл Ташнер (АНП) по результатам выборов 2005 года.
Совет представителей коммуны (нем. Gemeinderat) состоит из 9 мест.
- АНП занимает 5 мест.
- СДПА занимает 4 места.